# Georgette Flamant
Pour les articles homonymes, voir Flamant.
Georgette Flamant (née Parize en 1895 et morte en 1958) est une enseignante française de mathématiques.
L'une des premières femmes reçues à l'École normale supérieure comme à l'agrégation masculine de mathématiques, elle mène une carrière d'enseignante de mathématiques en lycée.

## Biographie
Georgette Flamant naît le 3 janvier 1895 à Chalon-sur-Saône.
En 1917, elle est admise à l'École normale supérieure. Elle est ainsi la 3e élève féminine de l'établissement, et l'une des 41 qui réussiront le concours avant qu'il ne leur soit fermé, en 1940. Cependant, comme Jeanne Rouvière et Madeleine Chaumont, elle fera sa scolarité sous le statut de boursière de licence et ne se verra octroyer le titre d'ancienne élève que rétrospectivement, en 1927.
En 1920, vingt-cinq ans après Liouba Bortniker et en même temps que Madeleine Chaumont, elle devient la 3e femme lauréate de l'agrégation masculine de mathématiques, étant reçue 3e.
De 1921 à 1928, elle enseigne au lycée de jeunes filles de Strasbourg, puis fait un bref passage au lycée Blaise-Pascal en 1928-29. Mutée à Mulhouse de 1929 à 1933, elle retourne ensuite à Strasbourg jusqu'en 1937, puis passe le restant de sa carrière au lycée Fénelon, où elle crée la classe de sciences expérimentales en classes préparatoires.
En 1938-39, elle fait partie du jury de l'agrégation féminine de mathématiques, puis de 1942 à 1944 de celui du concours général. Elle appartient par ailleurs au comité de l'Union des professeurs de spéciales, ainsi qu'à celui de la Société des agrégés. Suppléante au Conseil de l'enseignement secondaire, elle a participé à l'élaboration d'une réforme de l'enseignement des mathématiques.
Elle meurt le 5 juillet 1958.

### Vie personnelle
Elle était l'épouse de Paul Flamant.

## Décorations
- Officier des Palmes académiques (1931)[1].
- « O.I. »[Quoi ?] (1938)[1].
- Chevalier de la Légion d'honneur (1958)[1].